# Ulsda
Ulsda (Gronings: Olsde) is een gehucht in de gemeente Oldambt in de provincie Groningen (Nederland). Het ligt tussen de spoorlijn Groningen - Bad Nieuweschans en de autoweg A7. Direct aan de andere kant van de A7 ligt Klein Ulsda dat echter in de gemeente Westerwolde ligt.
Ulsda ligt op een ruim 3 meter hoge keileemrug of stuwwal (een drumlin) in het zeekleigebied van het Oldambt. Dankzij deze hoge ligging bleef het ook tijdens de grootste uitbreiding van de Dollard droog. Oorspronkelijk lag het dorp op oostelijke over van de rivier Reider Ae. Door het ontstaan van de Dollard in de 15e eeuw werd Ulsda echter een eiland ('Olsden' op de kaart van Anthoni Brunij uit 1590), dat ingeklemd lag tussen twee rivierarmen en omgeven was door kwelders. In de 17e eeuw werd het verdronken land weer terug gewonnen, maar nu lag Ulsda aan de westelijke oever van de Westerwoldse Aa.
In 1840 omvatte de buurtschap Ulsda 6 woningen met 44 inwoners, nu nog 4 woningen..

## Middeleeuwen
De oudst bekende vermeldingen van het dorp zijn Ulsda (1420), Olswyda (1447), Ulswida (1462). De uitgang -wida of -widu (bos, hout) wijst erop dat dit dorp ouder is dan de omliggende veennederzettingen. Vergelijkbare toponiemen zijn Ontstwedde (Unesuuido). Vlagtwedde (Vlagtwede), Bunde (Bunwyda, 1429) en Winsewida (Winschoten of Sint-Vitusholt). Volgens een notitie uit 1563 is het vormals een groet ansehenlich dorp ghewest, dat zich uitstrekte vanaf de Tjamme bij Beerta tot aan de Duitse grens. Landrichter Jacob Engelken noemde het zelfs een kleen stedeken, zeker in vergelijking met Winschoten, waar volgens hem niet meer dan drie huizen rond de kerk hadden gestaan.
Vermoedelijk kwamen de eerste bewoners vanuit het zuiden. Ulsda behoorde met Winschoten tot het bisdom Osnabrück. Het was het meest noordelijke dorp binnen dit diocees en vormde de zetel van een seendgerecht. Tevens was het de hoofdplaats van het zogenoemde Ulsder vijfdedeel, een onderdistrict van het Reiderland. De rechtstoel verhuisde in de vijftiende eeuw naar Winschoten. De landerijen van Ulsda grensden in het noordoosten aan de kerspelen Houwingaham en Wynedaham, die tot het bisdom Münster behoorden. Aan de zuidwestkant lagen de kerspelen Winschoten en Bellingwolde. Mogelijk hoorden Koudehoek en Den Ham aanvankelijk bij Ulsda.
De parochie was gewijd aan de heilige Lambertus, wiens verering vooral in het bisdom Osnabrück was verspreid. In een notitie uit 1504 of 1505 wordt gesproken over Sunt Lambert van den Ulsda. Het 17e-eeuwse kerspelzegel van Beerta, overgenomen uit Ulsda, toont daarentegen Laurentius, een heilige wiens verering doorgaans met de vroegste ontginningsfase verbonden wordt. Volgens een notitie in het misboek zou de kerk in 1280 vanuit Wymeer zijn gesticht, maar dat kan onmogelijk kloppen: Ulsda is ouder en lag in een ander bisdom.  
Op de plek van de vroegere kerk is geen tufsteen aangetroffen. Burgemeester Vasbinder van Bellingwolde vond in 1955 op een perceel dat bekend stond als 'Oude Kerkhof' enig muurwerk dat was opgetrokken uit 'kloosterstenen'. Een veldverkenning in 2007 leverde een schedelfragment en een ornamentaal baksteenfragment op, dat kennelijk van de kerk afkomstig was. De tufsteenrestanten die in de kerk van Beerta zijn verwerkt, stammen echter hoogstwaarschijnlijk uit Ulsda. Dat zou betekenen dat de kerk ouder was dan de 13e eeuw, toen de baksteenbouw werd ingevoerd. Mogelijk beeldt het gestileerde zegel van het landschap Reiderland de kerk van Ulsda uit. Dit zegel toont een basiliek, net als de kerk van Ulsda met twee torens. Dat de belangrijkste kerk van de regio werd afgebeeld op een districtszegel was niet ongebruikelijk.
Het ligt voor de hand dat de omliggende veengebieden van Beerta, Hamdijk, Den Ham en Bellingwolde vanuit Ulsda zijn ontgonnen. De ontginners kwamen - kennelijk in tegenstelling tot de oorspronkelijke bewoners - uit de Friese kustgewesten, hetgeen zou kunnen verklaren waarom het hele gebied later bij het Reiderland is gaan horen.
Vanwege toenemende wateroverlast werd de parochie in 1462 samengevoegd met die van Beerta. Het dorp was toen door 'de inundatie ende overloep des waters vernichtet ende vergaen'. Het kerkgebouw werd omstreeks 1504 gesloopt. De beelden van Sunte Lambert en andere heiligen werden samen met het misboek en het zegelstempel naar Beerta overgebracht. De vicariis (onderpastoor) van Beerta bleef zich echter pastoor van Ulsda  noemen. De resterende stenen werden verdeeld: Beerta kreeg de grote toren en de half afgebroken muren van de kerk, waarvan de huidige kerk kon worden gebouwd, Bellingwolde kreeg de kleine toren. Volgens een overlevering werden de stenen via een lange rij mensen doorgegeven totdat ze op hun nieuwe plek waren aangeland. De inwoners van Wynedaham (de Hamsters) en mogelijk ook die van Houwingaham vielen tot het midden van de zestiende eeuw kerkelijk onder Beerta, waar ze ook belasting betaalden en na hun dood begraven werden. Nadat omstreeks 1525 de Hamdijk was aangelegd, ging  dit gebied uiteindelijk bij Bellingwolde horen. In 1578 bezat de pastoor van Beerta nog twaalf akkers en vijf deimt land in Den Ham.
De eigenaren uit Beerta verhuurden sinds 1504 het recht om op Ulsda potklei, vlinten en bakstenen te delven. In 1562 kocht de stad Groningen het grootste deel van het eiland, nadat de heer van Westerwolde, de hertog van Aremberg, er aanspraken op maakte. Een deel van de gronden was inmiddels verpacht aan de eigenaars van twee tichelwerken, die de potklei gebruikten als grondstof voor het maken van dakpannen. Deze aankoop legde de stad geen windeieren: op grond van het recht van aanwas kon de stad zijn grondbezit verder uitbreiden.
Ulsda werd in 1581 tijdelijk door de watergeuzen veroverd. Vier jaar later was het eiland verpacht aan de drost van Wedde.

### Twee steenhuizen
Nog in 1602 bevond zich midden op het eiland een berchtgen ofte hoege plaetse, waarvan men zei dat er vroeger een edelmans hues gestaan had. Mogelijk was dit de woning van Liwert of Wyawert Hayens, die in 1420 wordt genoemd als hoofdeling te Ulsda. In 1447 werd een steenhuis in het rechtsgebied van Ulsda (Olswyder Vyfftendele) verkocht aan de kerk en de proost van Weener, die het met geweld in bezit wilde laten nemen. Een medegerechtigde uit Beerta maakte bezwaar; hij wilde de kwestie liever to Olswyda oft in den Beerde beslechten en dreigde met tegenmaatregelen als de proost zijn wil zou doordrijven. Mogelijk gaat dit om de borg van Ulsda. In 1563 was de hoogbejaarde Hayo Tonckens namens de stad Groningen huismeester op Ulsda. Hij was de voorvader van het Drentse bestuurdersgeslacht Tonckens. Starkenborgh tekende omstreeks 1680 op zijn Dollardkaart eveneens een steenhuis op Ulsda, met de notitie: Ulsda voor deesen een Eylandt genaemt na een adelijcke familie.
Tussen Ulsda en De Bult bevond zich een nog een tweede steenhuis, waarvan in het begin van de negentiende eeuw het fundament werd gevonden, bestaande uit zeven kilo wegende bakstenen. Burgemeester Jacob Heeres te Oudeschans dacht daarbij aan 'Exterhuis' (zie hieronder).

### Exterhuis
Volgens de (onbetrouwbare) Dollardkaart van 1574 bevond zich in de omgeving van Ulsda het steenhuis Oldt-Exterhueß of Olt-Exterhuis. Dit wordt niet door andere bronnen ondersteund en berust (volgens Woebcken) vermoedelijk op een misverstand. De auteur van de kaart had kennelijk gebruik gemaakt van een oudere documenten waarin het steenhuys in der Op Ext (Boven-Eexta) werd vermeld. Er vond bovendien een verwisseling plaats met Stocksterhorn, waardoor Exterhuis in de omgeving van Drieborg werd gekarteerd. Op dezelfde wijze belandde ook Eexterhoff of Exterhof op de kaart (in de omgeving van Hamdijk). Een recente theorie, die evenmin als de vorige op schriftelijke bronnen is gebaseerd, veronderstelt dat leden van de familie Tiddinga de naam Exterhuis vanuit Eexta meenamen naar hun borg te Beerta. Ds. Hendricus van Berkum veronderstelt in zijn Kerkelijke geschiedenis van Nieuw-Beerta uit 1856 dat het voormalige gehucht Aaksterij te Nieuw-Beerta zijn naam aan Olt-Exterhuis ontleende.

## Nieuwe tijd
Ulsda werd in de 17e en 18e eeuw een belangrijk knooppunt voor het scheepvaartverkeer met een schutsluis of verlaat bij De Bult, gebouwd in 1636. Hier werd tevens tol geheven. Voor de verdediging van de riviermonding werd vermoedelijk in 1624 een redoute gebouwd. Nadat de Münsterse bisschop Bernhard van Galen er in augustus 1672 niet in slaagde Groningen te veroveren, moesten ook zijn troepen in de vesting Oudeschans zich gewonnen geven. De Münsterse commandant van de vesting Oudeschans tekende op 17 oktober de akte van overgave in de redoute van Ulsda. De redoute of batterij kwam in 1870 te vervallen en werd vijf jaar later geslecht.
Stap voor stap werden de kwelders rond Ulsda weer in cultuur gebracht, voorzien van zomerkaden en ten slotte beschermd door lage zeedijken. Door de aanleg van een nieuw kanaal in 1596 kreeg de Pekel A een directe verbinding met de Westerwoldse Aa.. De voormalige rivierloop (Heerensloot of Olde Rensel) werd vervolgens afgedamd.
Bij bedijkingsplannen in 1636 werden de gerechtigden uit Ulsda beschouwd als inwoners van een afzonderlijk dorp. Met de bouw van de Schanskerdijk in 1657 kwam Ulsda midden in de nieuwe polders te liggen. Twee jaar later werd het een zelfstandig kerspel met een eigen belastingregister; alleen kerkelijk bleef het onder Beerta vallen. De vijf boerderijen met het stats huisje te Ulsda staan afgebeeld op meerdere kaarten. Dit stadshuisje had omstreeks 1640 een uithangbord als bij een herberg. In 1807 had Ulsda een eigen schooltje, een vrijstaand vierkant lokaaltje. Het schooltje bestond nog in 1832 en was inmiddels gemeente-eigendom, maar het bleek onmogelijk een schoolmeester te vinden die genoegen wilde nemen met de geringe verdiensten die het kleine aantal kinderen opleverde. In 1841 opende in plaats daarvan de school in Klein-Ulsda zijn deuren. Via een voetveer konden de kinderen hier de Westerwoldse Aa oversteken.
Tussen 1856 en 1916 bevond zich in Ulsda opnieuw een tichelwerk dat dakpannen vervaardigde.